# Anthene minuta
Anthene minuta är en fjärilsart som beskrevs av George Thomas Bethune-Baker 1916. Anthene minuta ingår i släktet Anthene och familjen juvelvingar. Inga underarter finns listade i Catalogue of Life.